# Cambódromo
El Cambódromo, oficialmente denominado Parque Lineal Mutualista, también conocido como corsódromo, es un paseo peatonal ubicado en la ciudad boliviana de Santa Cruz de la Sierra. Abarca 40 hectáreas que se extienden sobre cuatro kilómetros situados entre el cuarto y octavo anillo de la ciudad, sobre la Avenida Mutualista.

## Historia
El proyecto fue planificado por el ingeniero Percy Fernández, como alcalde de la ciudad, e inaugurado el 1 de marzo de 2014. su ejecución supuso una inversión de Bs. 50 millones. El proyecto fue diseñado con el objetivo de albergar actividades culturales como los desfiles de moda, los festivales, entradas universitarias, paradas militares, entre otros eventos.

## Eventos
Es usado para realizar diferentes eventos culturales de larga tradición cruceña como los ligados con el carnaval, así como eventos cívicos, militares y políticos y manifestaciones culturales de todos los departamentos de Bolivia por las características de desarrollo económico de la ciudad que ha supuesto altos índices de migración.
- Desfiles del Corso, celebrados en la noche previa al Carnaval Cruceño.[4][5]
- Festival Elay Puej
- Entrada Universitaria[6] o la celebración de independencia.[7]

Agrupaciones de residentes de diferentes departamentos de Bolivia en Santa Cruz realizan también diferentes actos festivos como por ejemplo:
- Alasitas, realizada en el mes de septiembre, en 2018 contó con la participación de 1.500 artesanos entre locales y provenientes de La Paz, Cochabamba, El Alto, Sucre y Oruro[8] en Bolivia, además de invitados provenientes de Ecuador y Colombia.
- Entrada folclórica en honor a la Virgen del Carmen
- Festejo de residentes paceños, realizado en julio, en 2018 se calculaba la asistencia de 38.000 bailarines de 68 fraternidades.[9]
- Carnaval de Oruro[10]